# 科戈洛德尔琴焦
科戈洛德尔琴焦（義大利語：Cogollo del Cengio），是意大利威尼托大区维琴察省的一个市镇。总面积36.24平方公里，人口3442人，人口密度95.0人/平方公里（2009年）。国家统计（ISTAT）代码为024032。

## 友好城市
- 奥地利毛特豪森 1999年